# Штайнер-Зифен
Штайнер-Зифен (нем. Steiner Siefen) — постоянный природный водоток, длиной 0,5 км, правый приток реки Дюнн водосборного бассейна реки Вуппер. Имеет важное экологическое, историческое и оздоровительное значение. Площадь водосборного бассейна — 10,0 км².

## География

### Положение
Источник Штайнер-Зифена расположен на высоте 150 м. н. у. м. севернее поселения Ханенберг. Штайнер-Зифен течёт на юго-восток через лесистую местность и через 500 м достигает поселения Штайн, вблизи которого по естественной луговине на высоте 85 м. н. у. м. впадает в Дюнн.

### Геология и рельеф
За несколько сот миллионов лет, начиная со среднего девона, когда здесь были отложены последние морские толщи формации Хонзель, долина реки Дюнн и его притока Штайнер-Зифен развивались в субаэральных условиях. Интенсивные эрозионные процессы происходили в плиоцене и четвертичном периоде, когда и была сформирована современная глубокая долина водотока, прорезающая морские девонские и континентальные эоцен-плейстоценовые отложения. Большая часть долины водотока представляет из себя скалистое ущелье, но на правой стороне долины в её верхней части присутствуют фрагменты древних четвертичных террас.

## Экологическое значение
Вся долина водотока занята природоохранным биотопом ВК-4908-077, призванным сохранить присущий данной местности биогеоценоз, в особенности в верхней части ручья, являющейся рефугиумом для исчезающих видов сциофитов.

## Историческое значение
Воды Штайнер-Зифена были использованы в средние века для постройки первой в регионе Оденталя водяной мельницы, названной Штайнер-Мюле. Дата постройки мельницы документирована 1269 годом. В настоящее время здание мельницы сохранилось и используется как жилое строение. Интересно, что в годы функционирования мельницы Штайнер-Зифен направлялся не прямо к Дюнну, а его устьевая часть поворачивалась на юго-запад и водоток впадал в Дюнн в нескольких сотнях метров ниже современного устья, почти у центра современной администрации Оденталя. До сих пор сохранилась эта устьевая (ныне сухая) ложбина, по которой воды Шайнер Зифена уходили ранее в Дюнн.

## Оздоровительное значение
Старую колёсную дорогу или вышележащую тропу вдоль Штайнер-Зифена используют несколько пешеходных маркированных туристских маршрутов, среди которых:
- Круговой маршрут вокруг Глёбуша[нем.][8].
- Hexenroute: Odenthal Touristik[9].
- Höhenroute: Odenthal Touristik[10].
- Mühlenroute: Odenthal Touristik[11].

## Опасности
Водоток Штайнер-Зифен опасен для поселения Штайн и туристов, использующих его долину в период ливневых дождей и весеннего таяния снега. В это время он превращается в бурный поток и заливает поселение с его архитектурными достопримечательностями. В этом случае происходит вызов экстренных служб спасения и дороги в поселение перекрываются. С целью предупреждения таких ситуаций над старой колёсной дорогой вдоль водотока проложена безопасная туристская тропа.
Опасен водоток и тем, что во время резкого подъёма воды от несёт крупные ветви. Для того, чтобы перекрыть им доступ в Штайн, в нижнем течении водотока сооружено специальное препятствие. Высота заграждения показывает, на какой уровень поднимается Штайнер-Зифен во время ливневых дождей.
Опасен водоток и для других окружающих поселений, поскольку интенсивная глубинная эрозия угрожает его постройкам. С целью предотвращения эрозионных процессов в верхней части водотока была сооружена бетонная перемычка, позволившая задержать размыв осадочных четвертичных толщ.

## Галерея

Виды водотока Штайнер-Зифен
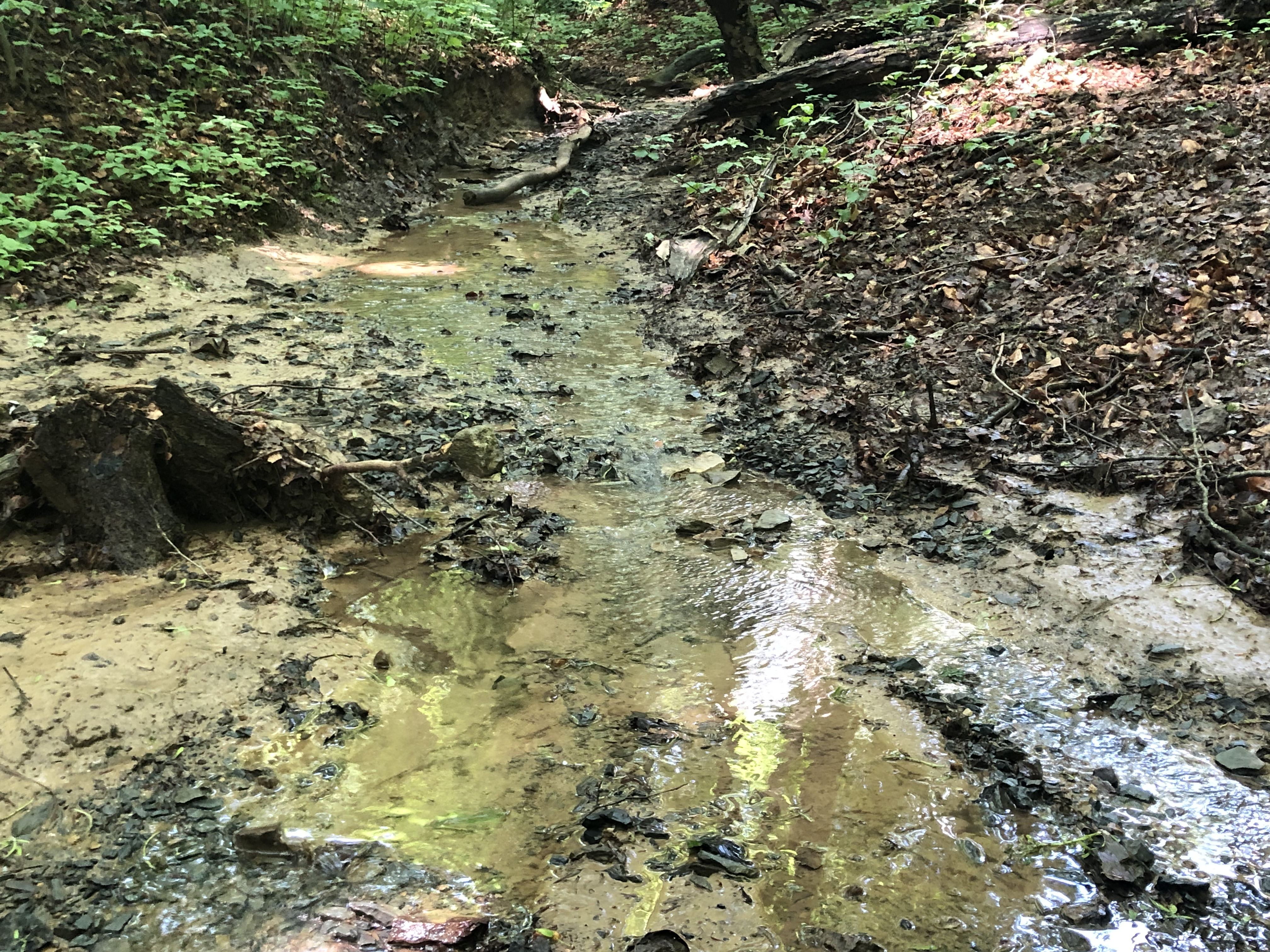
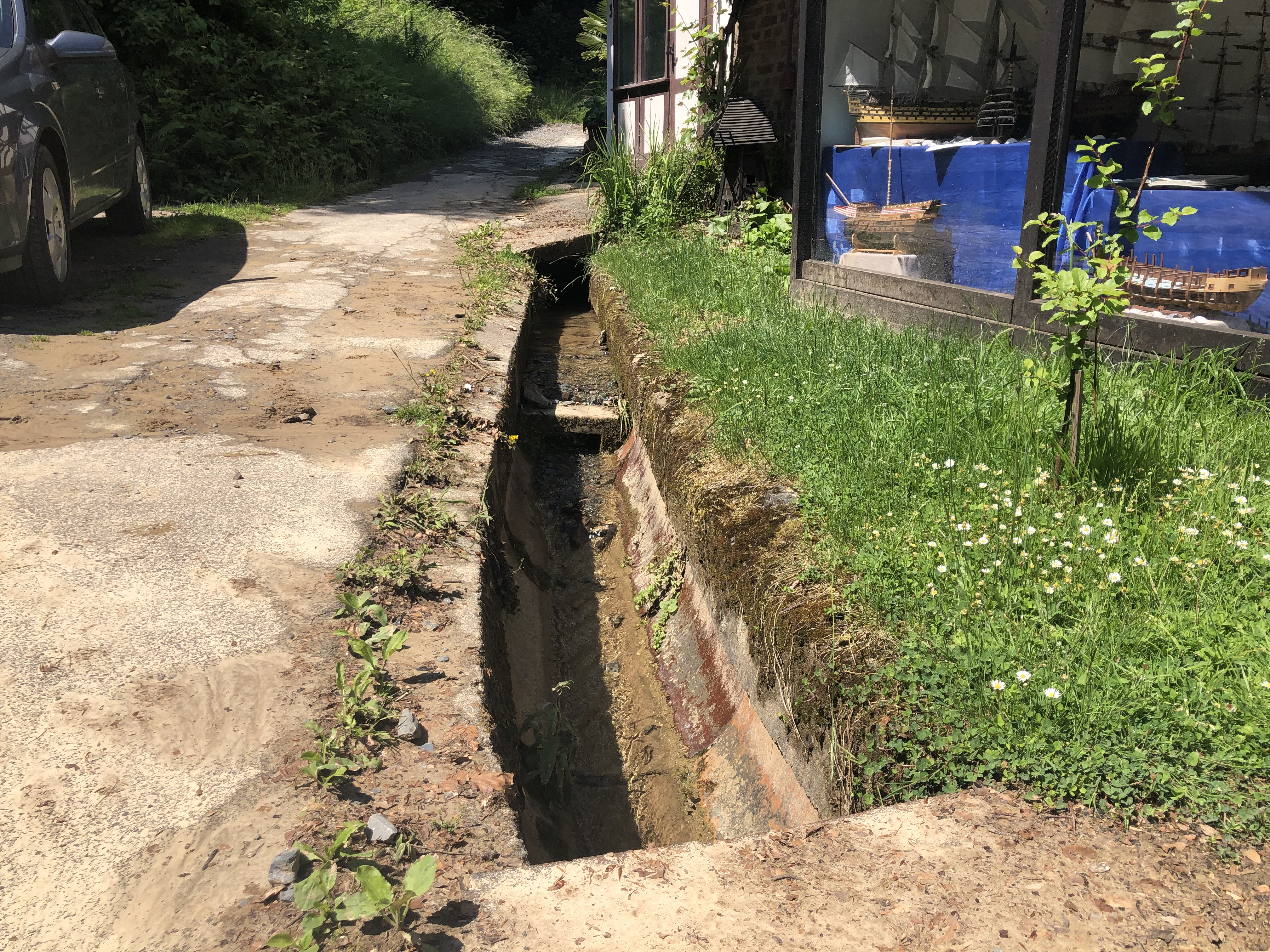
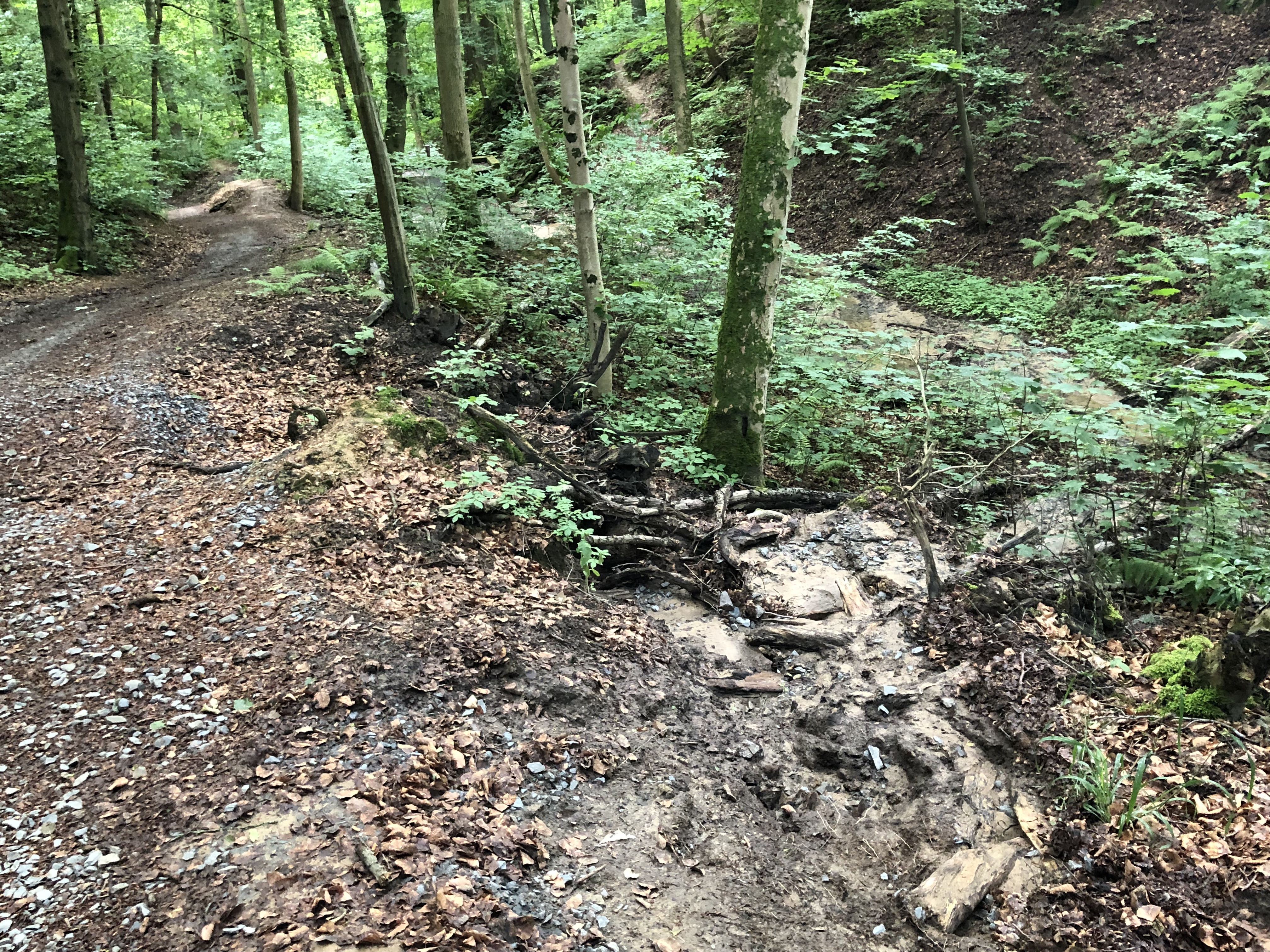
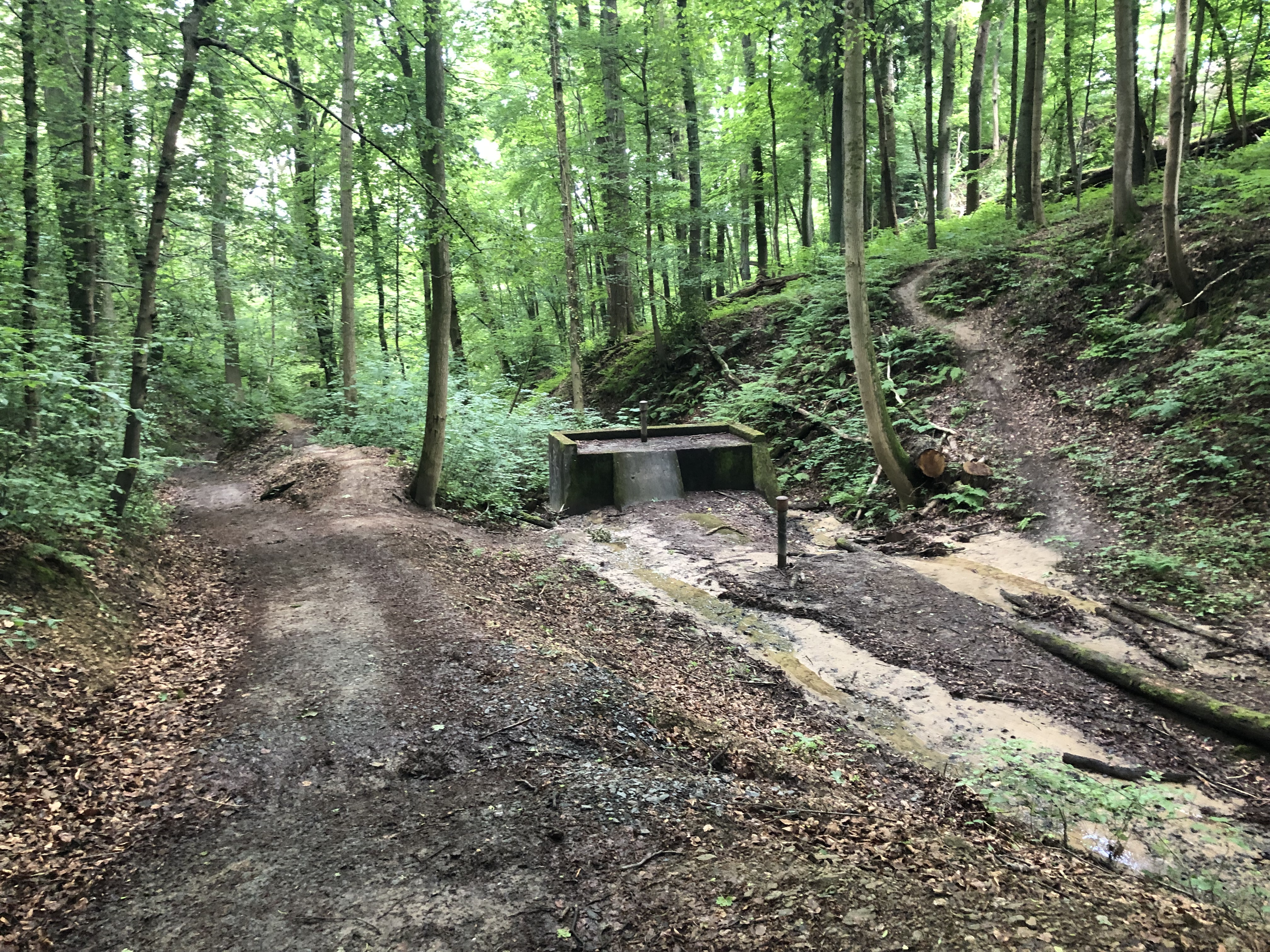
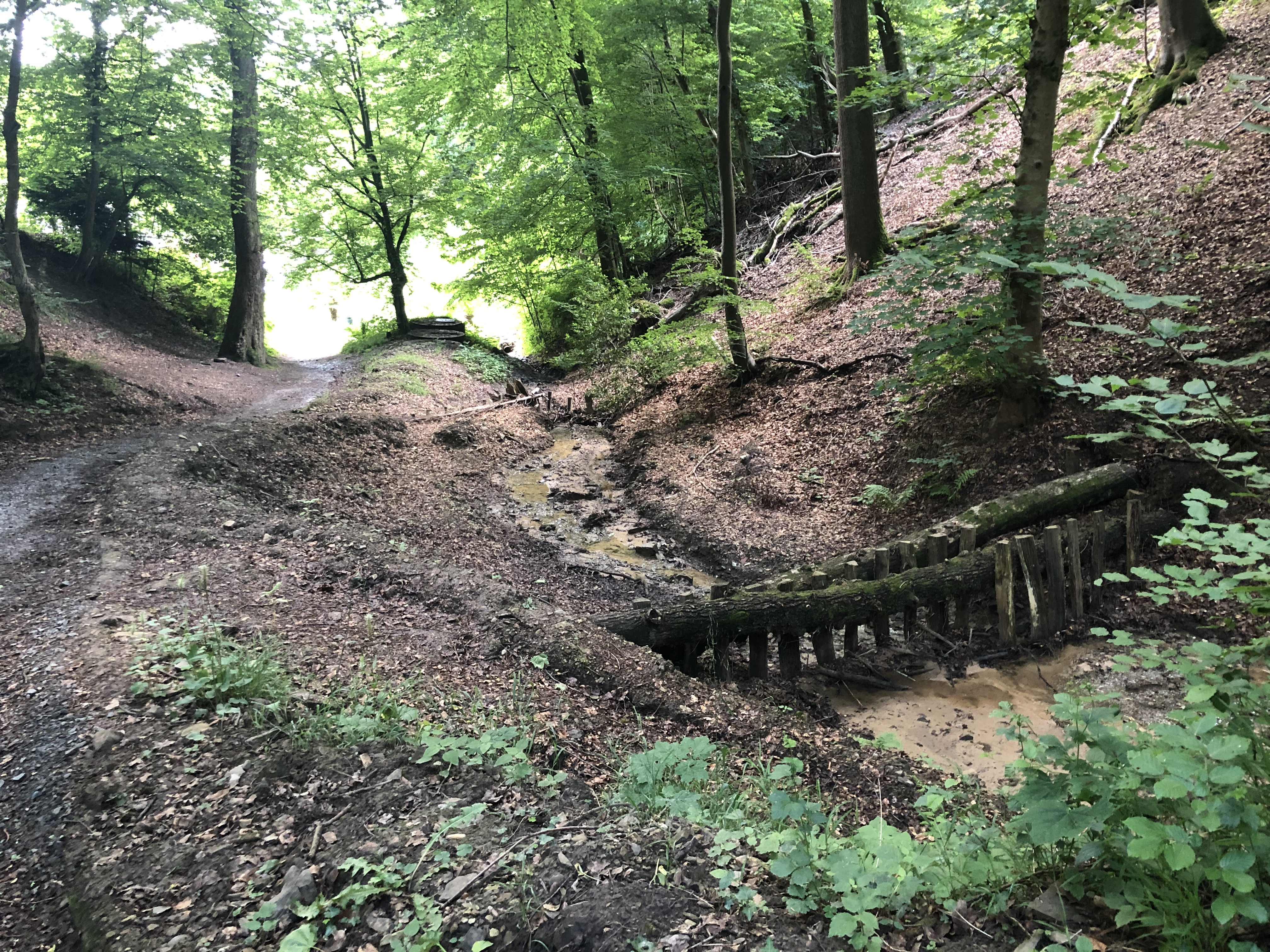
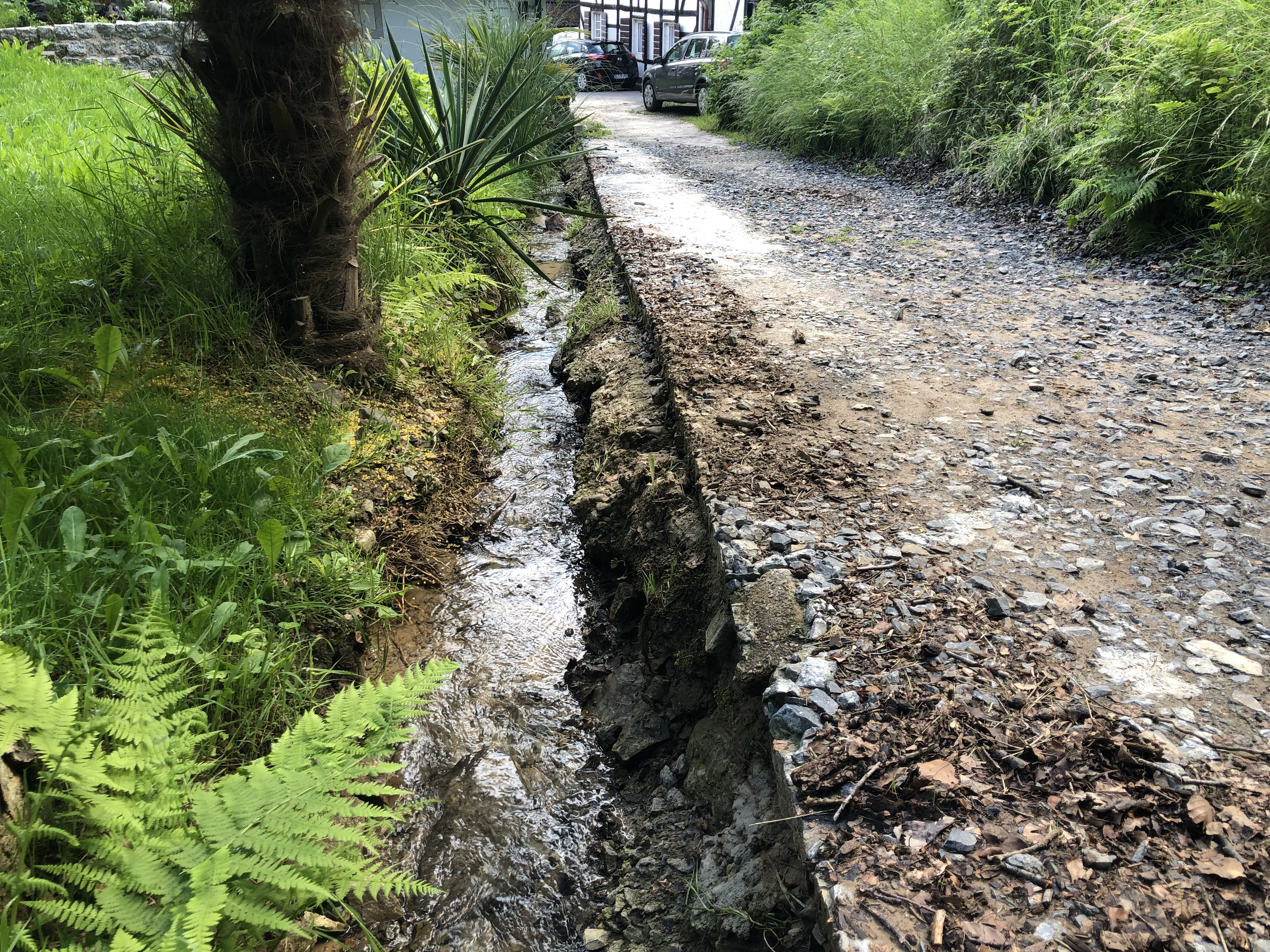
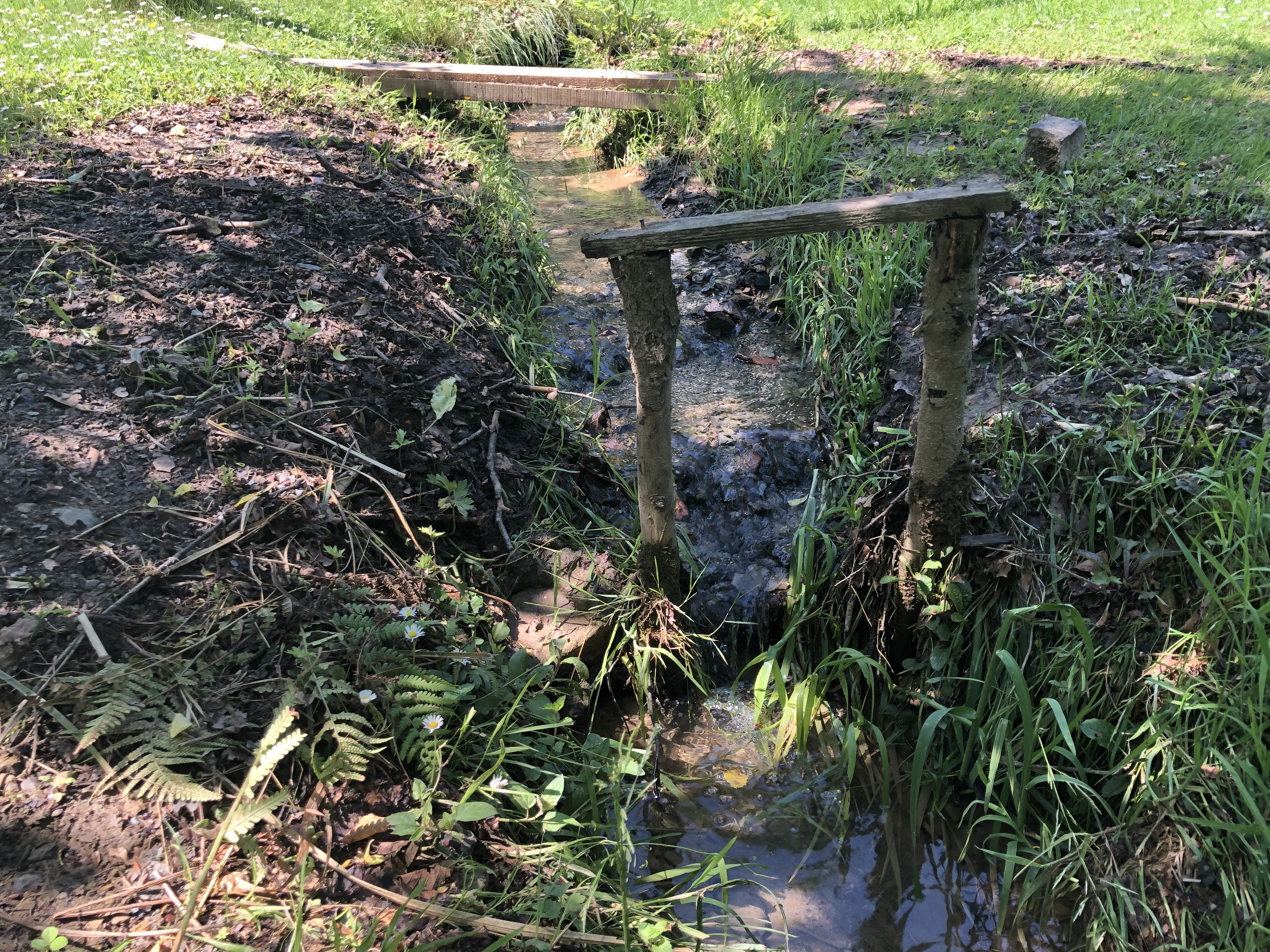